# Catarhoe cupreata
Catarhoe cupreata là một loài bướm đêm trong họ Geometridae.